# Эгей (Еврипид)
«Эгей» (др.-греч. Αἰγεύς) — трагедия древнегреческого драматурга Еврипида (V век до н. э.) на тему аттических мифов, от текста которой сохранился только набор фрагментов (фрг. 1—12 Наук). Большинство исследователей датирует написание и постановку пьесы концом 440-х — серединой 430-х годов до н. э., но есть и альтернативная датировка — после 421 года до н. э.
В пьесе рассказывалось о встрече заглавного героя, царя Аттики Эгея, со своим сыном Тесеем, которого он прежде ни разу не видел. Тесей не открыл своё имя, но жена царя Медея поняла, кто это, и уговорила мужа убить гостя как опасного претендента на царскую власть. В последний момент Эгей узнал сына по рукояти меча и выбил из его рук чашу с отравленным вином. Таким образом, «Эгей» принадлежит к тем трагедиям Еврипида, которые рассказывают о кознях женщин против детей их мужей от предыдущего брака, и большинство исследователей считает его самой ранней пьесой такого рода.
Большинство сохранившихся фрагментов пьесы не удаётся соотнести к конкретными составляющими сюжета, но есть исключения. В частности, уцелели три строки, в которых афиняне спрашивают только что вошедшего в город Тесея о его родине, отце и имени. Сохранилась сентенция корифея хора о злых мачехах, произнесённая, по-видимому, после того, как козни Медеи были разоблачены: «Когда отец повторным браком женится, // Вражды всегда полна супруга к пасынкам». Ещё одна строка, «Замкни уста — иль бед не избежать тебе», могла быть репликой Эгея в адрес Медеи, пытавшейся оправдаться.